# Aérodrome de Mulhouse-Habsheim
L’aérodrome de Mulhouse-Habsheim (code OACI : LFGB) est un aérodrome ouvert à la circulation aérienne publique (CAP), situé sur les communes d’Habsheim et de Rixheim à 6 km à l’est de Mulhouse dans le Haut-Rhin (région Grand Est, France).
Il est utilisé pour la pratique d’activités de loisirs et de tourisme (aviation légère).

## Historique
D'abord terrain d'exercice de la cavalerie prussienne installée à Mulhouse entre 1877 et 1906, l'aérodrome d'Habsheim est devenu le terrain de jeu des pionniers de l'industrie aéronautique.
En 1909, les créateurs de la société Aviatik, fondée à Bourtzwiller, y font voler leurs premiers avions, des appareils qui vont compter dans la flotte militaire allemande.
Un certain William Edward Boeing (alors en vacances chez son oncle) est passé par Habsheim lors d'une sorte de stage d'observation chez Aviatik où il a appris à voler et là où il s'est inspiré pour son premier avion.

## Événements
Le 26 juin 1988, le vol AF296, opéré par un Airbus A320, décolle de la piste 15 de l'aéroport de Bâle Mulhouse. L'appareil transporte 6 membres d'équipage, et 130 passagers. Après un virage, l'avion se présente sur l'aérodrome pour tenter un passage bas à Alpha Max (passage à très basse altitude, à très basse vitesse, à l'angle d'exploitation maximum de l'appareil (50° d'inclinaison en cabré)) à 100 pieds de hauteur, soit environ 30 mètres. Ne voyant plus les arbres devant lui, le pilote tente une remise de gaz. Trop tard. La queue de l'avion accroche la cime des arbres. L'avion continue sa course dans la forêt sur 300 mètres avant de s'immobiliser et de prendre feu. Deux personnes meurent asphyxiées par les émanations toxiques du kérosène enflammé, une troisième décède également en ayant voulu leur porter secours.

## Installations
L’aérodrome dispose de trois pistes orientées sud-nord :
- Une piste bitumée (02/20) longue de 1 000 mètres et large de 20 ;
- Une piste en herbe (02R/20L) longue de 965 mètres et large de 80 ;
- Une piste en herbe (16/34) longue de 500 mètres et large de 50 ;

L’aérodrome est non contrôlé et dispose d’une aire à signaux. Les communications s’effectuent sur la fréquence de 125,255 MHz.
S’y ajoutent :
- Des aires de stationnement ;
- Des hangars ;
- Une station d’avitaillement en carburant (100LL) et en lubrifiant[4].

## Activités

### Loisirs et tourisme
- Aéroclub Air Alsace
- Aéroclub des Trois Frontières[5]
- Aéroclub du Haut-Rhin[6]
- Aéroclub Sud Alsace[7]
- Centre ULM de Haute-Alsace[8]

### Sociétés implantées et réparation d'aéronefs
- Mulhouse Air Service[9]
- Héli Rhin[10]